# El Chorro (Uruguay)
El Chorro est une ville et une station balnéaire de l'Uruguay située dans le département de Maldonado. Sa population est de 254 habitants.

## Population
| Année | Population |
| ----- | ---------- |
| 1963  | 25         |
| 1975  | 49         |
| 1985  | 93         |
| 1996  | 147        |
| 2004  | 254        |

,